# Festuca vandovii
Festuca vandovii  (лат.) — вид однодольных растений рода Овсяница (Festuca) семейства Злаки (Poaceae). Растение впервые описано болгарским ботаником Цветомиром Митевым Денчевым в 2004 году.

## Распространение, описание
Эндемик Болгарии, распространённый в долине реки Места.
Гемикриптофит. Многолетнее, растущее плотной группой растение. Стебель прямостоячий, 40—85 см длиной. Лист шириной 0,4—0,8 мм, нитевидный. Соцветие — линейная метёлка 5—12 см в длину. Цветки размером 4,5—7 мм, по 3—7 на каждом растении.